# Ceratophyus gopherinus
Ceratophyus gopherinus är en skalbaggsart som beskrevs av Cartwright 1966. Ceratophyus gopherinus ingår i släktet Ceratophyus och familjen tordyvlar. Inga underarter finns listade i Catalogue of Life.